# Johannes Stroux

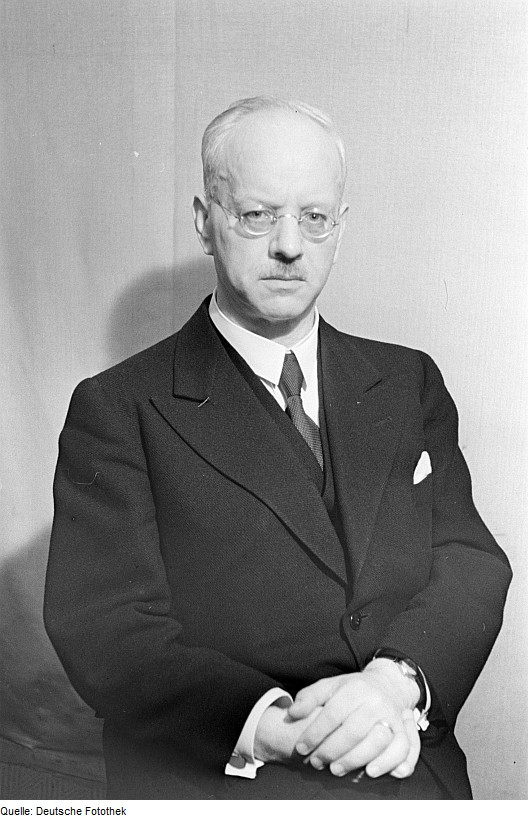
Johannes Stroux (1946), Rektor der Berliner Universität und Präsident der Deutschen Akademie der Wissenschaften zu Berlin

Johannes Franz Stroux (Aussprache: 'ʃtʁʊks; * 25. August 1886 in Hagenau; † 25. August 1954 in Berlin) war ein deutscher klassischer Philologe und Althistoriker.
Er wirkte ab 1914 an verschiedenen Universitäten als Professor, darunter von 1935 bis zu seinem Tod an der Universität Berlin, deren Rektor er von 1945 bis 1947 in der Zeit des Wiederaufbaus nach dem Zweiten Weltkrieg war. Er leitete zudem als Präsident von 1945 bis 1951 die Berliner Akademie der Wissenschaften (zuerst Preußische Akademie der Wissenschaften, nach Umbenennung Deutsche Akademie der Wissenschaften zu Berlin), die in seiner Zeit eine erhebliche Erweiterung erfuhr.
Er war Herausgeber bzw. Mitherausgeber der Fachzeitschriften Philologus, Gnomon, Die Antike und der Deutschen Literaturzeitung. Nach erfolgreicher wissenschaftlicher Arbeit als Latinist war er vor allem als Wissenschaftsorganisator und Wissenschaftspolitiker tätig. Als Vizepräsident des Kulturbundes war er bis 1954 Mitglied der Volkskammer.

## Leben

### Bis zum Ende des Zweiten Weltkrieges

#### Studium in Straßburg und Göttingen
Johannes Stroux war Sohn des Gymnasialprofessors für Mathematik Heinrich Stroux und dessen Ehefrau Maria Franziska Stroux geborene Faber. Er studierte von 1904 bis 1909 klassische Philologie und Geschichte an der Universität Straßburg und an der Universität Göttingen. Zu seinen akademischen Lehrern zählten insbesondere Bruno Keil für die Epigraphik, Richard Reitzenstein für Spätantike und religiösen Synkretismus, Jacob Wackernagel für die linguistische Betrachtung alter Sprachen und altitalischer Dialekte, Eduard Schwartz für methodische Textbehandlung sowie Friedrich Leo für die Entwicklung der römischen Literatur. Ab 1909 war er zunächst als Gymnasiallehrer in seiner Geburtsstadt Haguenau und am Lyceum in Straßburg tätig. Im Jahre 1911 promovierte er mit seiner Arbeit De Theophrasti Virtutibus Dicendi zum Einfluss der Theorien des Theophrast auf Ciceros Theorie der Rhetorik. In den Jahren 1911/1912 unternahm er zusammen mit Werner Jaeger eine einjährige Studienreise zu handschriftlichen Forschungen in Bibliotheken Italiens, Frankreichs und Englands, aus denen seine Schrift über Quellen zu Ciceros de oratore resultierte.
Stroux wurde in Straßburg Mitglied und später Alter Herr des Philologisch-Historischen Vereins im Naumburger Kartellverband.

#### Professor in Straßburg, Basel, Kiel, Jena und München

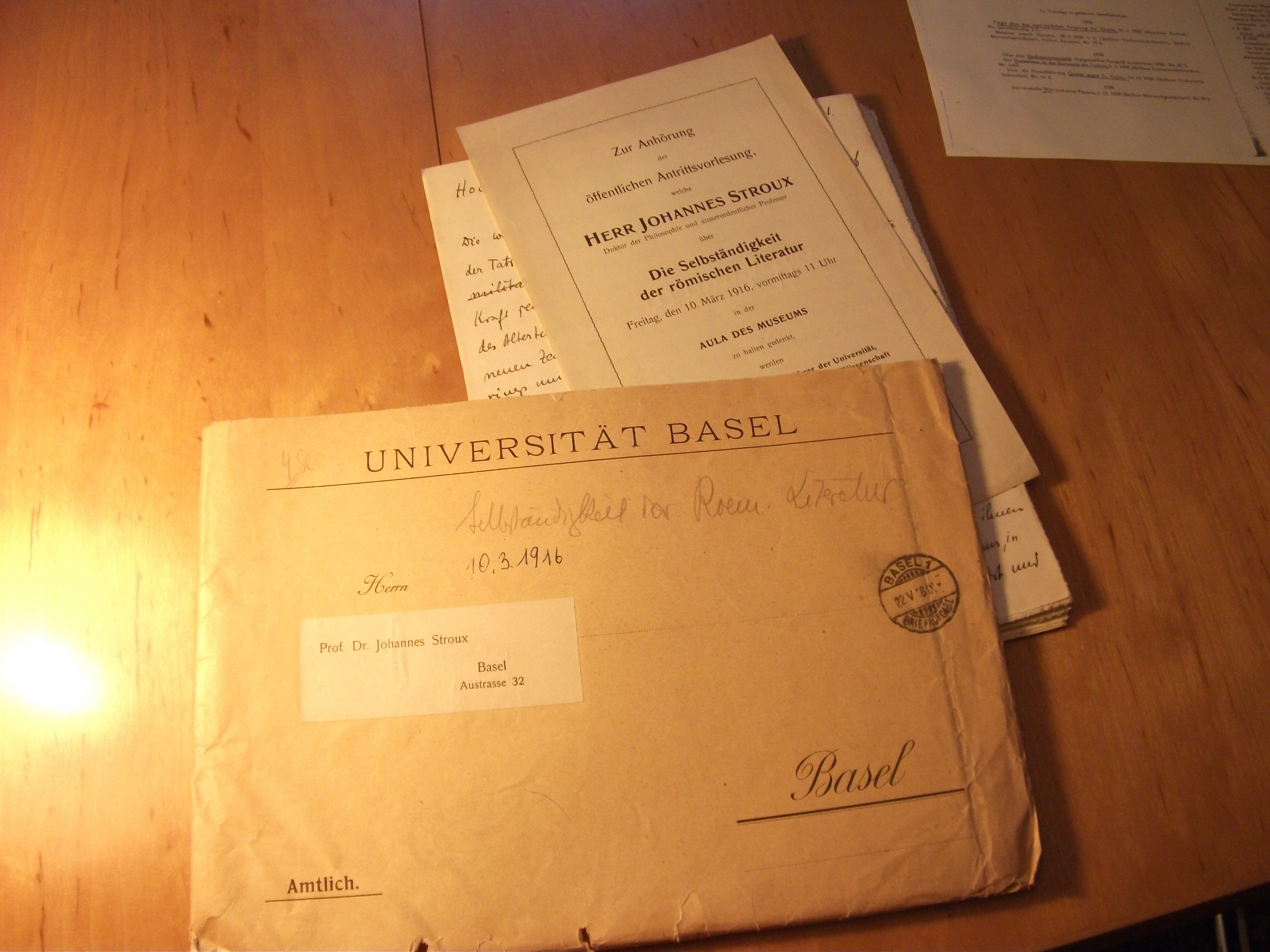
Stroux wurde Professor in Basel: Einladung zur öffentlichen Antrittsvorlesung 1916 zum Thema Die Selbständigkeit der römischen Literatur

Anschließend war er 1914 für ein Semester als Privatdozent in Straßburg tätig, nachdem er dort 1911 promoviert und 1914 habilitiert worden war. Im gleichen Jahr wurde er außerordentlicher und 1917 ordentlicher Professor für klassische Philologie an der Universität Basel. In Basel war er Mitbegründer der Volkshochschule, leitete den Bücherversand der Universität und war von 1914 bis 1918 Vizepräsident des „Schweizer Hilfswerks für deutsche kriegsgefangene Akademiker“. 1922 wurde er als Professor für klassische Philologie an die Universität Kiel berufen, wechselte aber bereits 1923 an die Universität Jena. Ab 1924 war er Ordinarius für lateinische Philologie an der Universität München. Er erhielt weitere Angebote für die Universitäten Greifswald (1922), Hamburg (1924) und Göttingen (1928), die er jedoch nicht annahm.
Für die Notgemeinschaft der Deutschen Wissenschaft, der Vorläuferorganisation der heutigen Deutschen Forschungsgemeinschaft, fungierte er als alleiniger Gutachter für das Fachgebiet der Latinistik.

#### Herausgeber des Philologus und Bayerische Akademie
Johannes Stroux wurde 1929 ordentliches Mitglied der Bayerischen Akademie der Wissenschaften in München, nach seinem Wegzug aus München blieb er korrespondierendes Mitglied. In München war Stroux ab 1927 an der wissenschaftlichen Leitung des Akademie-Unternehmens Thesaurus Linguae Latinae, des vollständigen Wörterbuchs der lateinischen Sprache, beteiligt, zunächst als Einzelmitglied der Thesaurus-Kommission des Kartells der Akademien, ab 1931 als Vertreter der Münchner Akademie und ab 1934 bis 1949 als Präsident der Thesaurus-Kommission. Von 1925 bis 1933 wirkte er als Mitbegründer und Herausgeber von Gnomon, einer Fachzeitschrift für klassische Altertumswissenschaften. Von 1929 bis 1954 war er Herausgeber der seit 1848 bestehenden renommierten Fachzeitschrift Philologus, bis 1937 zusammen mit dem befreundeten Albert Rehm, zweifachem Rektor der Universität München, von 1943–1947 mit Instinsky und Snell sowie 1954 mit Zucker und Kleinknecht. Der Philologus veröffentlichte noch 1937 eine Arbeit von Friedrich Münzer, die geplante Herausgabe einer Arbeit von Eduard Norden im selben Jahr wurde jedoch verhindert, weshalb Rehm den Philologus verließ. Noch 1944 konnte im Philologus ein Artikel von Walther Kranz erscheinen. In den ausgehenden 1920er Jahren stand Stroux den aktiven Vertretern des Dritten Humanismus nahe, wie Otto Regenbogen und vor allem Werner Jaeger.

#### Professor in Berlin, Preußische Akademie und Mittwochsgesellschaft

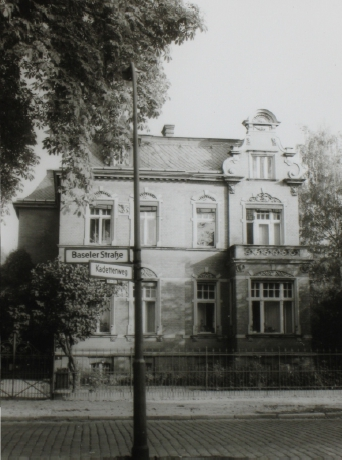
Wohnhaus der Familie Stroux in Berlin-Lichterfelde seit 1935. In der Nähe wohnten Eduard Norden, Ludwig Beck und Eduard Spranger.

Im Jahr 1935 wechselte er in Nachfolge und mit Unterstützung von Eduard Norden und Werner Jaeger, einem Kollegen und persönlichen Freund, als Ordinarius für lateinische Literatur und Sprache an die Friedrich-Wilhelms-Universität zu Berlin und übernahm dort die Leitung des Instituts für Altertumskunde. In Berlin wurde er 1937, auf Empfehlung des Kirchenhistorikers Hans Lietzmann, Mitglied der Mittwochsgesellschaft, der unter anderem auch Generaloberst Ludwig Beck, der Physiker Werner Heisenberg, Finanzminister Johannes Popitz und der Pädagoge Eduard Spranger angehörten. Die Mittwochsgesellschaft war eine Gruppe liberal bis national-konservativer Wissenschaftler und Politiker, von denen einige im Widerstand aktiv wurden und deshalb nach dem 20. Juli 1944 hingerichtet wurden. 1937 wurde Stroux zusammen mit Schadewaldt und Schweitzer Mitherausgeber der von Jaeger und der Gesellschaft für Antike Kultur gegründeten und herausgegebenen Zeitschrift Die Antike, da dieser Deutschland verlassen musste und nach Amerika ging. Ebenfalls 1937 wurde er in die Preußische Akademie der Wissenschaften gewählt, wo er zunächst unter Hans Lietzmann und mit Eduard Norden in der Kirchenväter-Kommission arbeitete sowie im Corpus inscriptionum Etruscarum, später leitete er auch das Corpus inscriptionum Latinarum. Seine ersten Akademievorträge hatten den antiken Begriff des Bellum Iustum sowie einen Kommentar des Porphyrios zur Harmonielehre des Ptolemaios zum Thema.

#### Kriegsjahre, Akademie und Union Académique Internationale
Von 1939 bis 1945 war er Vizepräsident der Union Académique Internationale und dort zugleich Vertreter des Verbandes der deutschen Akademien der Wissenschaften zusammen mit Heinrich Srbik aus Wien, dem damaligen Präsidenten der Österreichischen Akademie der Wissenschaften. Die Union Académique Internationale mit Sitz in Brüssel war 1919 durch Aufteilung der Internationalen Assoziation der Akademien in einen Zweig für Naturwissenschaften und einen für Geisteswissenschaften entstanden, welche ihrerseits bereits 1899 durch Zusammenschluss von dreißig Akademien gebildet worden war. Stroux übernahm im Juli 1941 nach Absprache mit dem ständigen Sekretär der UAI Baron de Selys-Longchamps die Geschäfte der Union, da die Präsidentschaft des Amerikaners Waldo G. Leland bereits Ende 1940 abgelaufen war, Wahlen zu diesem Zeitpunkt nicht möglich schienen und eine Übernahme der Präsidentschaft bereits auf der letzten Konferenz der UAI in London 1939 in Aussicht genommen worden war. Als im März 1943 die Stelle des Präsidenten der Berliner Akademie neu besetzt werden sollte, war Stroux als interner Kandidat der beiden Klassen der Akademie gegen die Kandidaten des Reichsministers für Forschung Bernhard Rust im Gespräch. Da es zu keiner Einigung kam, blieb die Stelle bis Kriegsende unbesetzt.
Dem Nationalsozialismus stand Stroux distanziert gegenüber, er war weder Mitglied der NSDAP noch verwendete er die nationalsozialistische Sprach- oder Gedankenwelt. Er wurde jedoch Ende 1933 Mitglied des NSLB, dessen als Hochschullehrer tätige Mitglieder ab 1935 in den NSDDB eingegliedert wurden, allerdings übernahm er in beiden Organisationen keine Funktionen. Eine von der Universität Bonn im Jahr 1943 beantragte Verleihung einer Ehrenpromotion wurde vom Amt Rosenberg aufgrund des „Fehlens jedes aktiven Eintretens für den Nationalsozialismus in weltanschaulicher Hinsicht“ abgelehnt. Auch hieß es: „Über Prof. Stroux wird berichtet, daß er noch zu denjenigen Vertretern seines Faches gerechnet werde, die in der Altertumswissenschaft die alte humanistische Einstellung der Werner Jaeger Schule noch nicht überwunden haben.“

### Nachkriegszeit, SBZ und DDR

#### Rektor der Berliner Universität

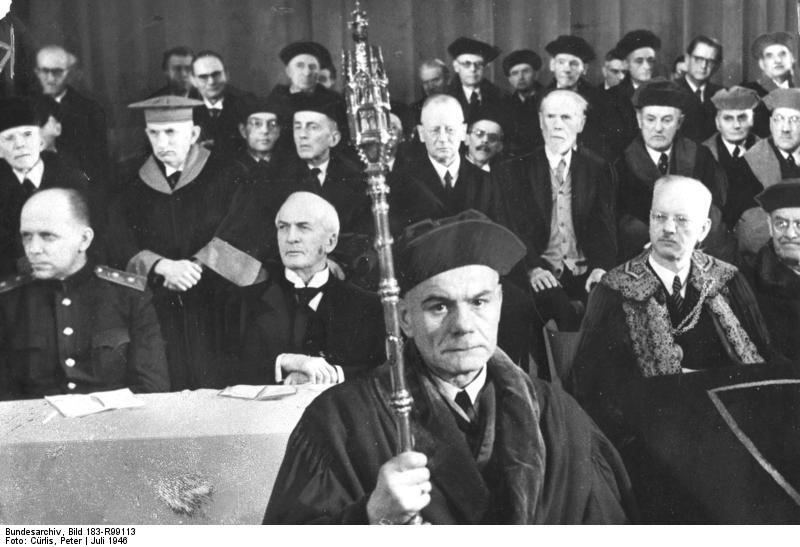
Eröffnung der Berliner Universität am 29. Januar 1946; hinter dem Pedell in der ersten Reihe rechts der neue Rektor Johannes Stroux im Talar nach der Amtsübergabe, 2 v.l. Oberbürgermeister Arthur Werner, links Solotuchin, Leiter der Abteilung Volksbildung der SMAD

Nach dem Ende des Zweiten Weltkrieges hatte Stroux erheblichen Anteil am Wiederaufbau und der Wiedereröffnung der Berliner Universität und der Akademie. Hilfreich waren seine schnell sich entwickelnden sehr guten Beziehungen zu den Kontrolloffizieren der Sowjetischen Militäradministration in Deutschland (SMAD) in Karlshorst, insbesondere zu Pjotr Solotuchin, der Leiter der Abteilung Volksbildung der SMAD mit Offiziersrang und vor dem Krieg Rektor der Leningrader Universität gewesen war und zu Pjotr Nikitin, einem promovierten Physiker. Stroux verhandelt nicht nur über wissenschaftliche und pädagogische Fragen, sondern auch über die Bereitstellung von Baumaterialien und Transportmitteln. Am 13. Oktober 1945 wurde er von der SMAD und der Deutschen Verwaltung für Volksbildung (DZV) in Nachfolge von Eduard Spranger als kommissarischer Rektor der Berliner Universität eingesetzt, nachdem er von diesem bereits am 1. Juni 1945 beauftragt worden war, „erste Vorbereitungen für ein hoffentlich bald beginnendes erstes Semester“ zu treffen. Durch diese Ernennung entzog die SMAD die Berliner Universität zugleich der Kontrolle durch die Alliierte Kommandantur sowie durch den Berliner Magistrat, und unterstellte sie der DZV. Am 29. Januar 1946 eröffnete Johannes Stroux nach offizieller Ernennung zum Rektor in einem feierlichen Festakt die Berliner Universität. Die Investitur mit den Amtsinsignien wurde durch den Vertreter der DZV, den Mediziner Professor Brugsch vollzogen. Während seiner Rektoratszeit kam es zu Konflikten zwischen Studenten und der Universitätsverwaltung, die sich aus der zunehmenden Einflussnahme der SED, über die DZV und deren Leiter Paul Wandel, auf die Auswahl der Studenten und die Lehrinhalte ergaben, an denen sich auch Zeitungen wie der West-Berliner Tagesspiegel beteiligten, der damals unter einer Lizenz der ICD der amerikanischen Militärregierung erschien.
Im Mai 1946 nahm er mit Spranger und Wolfgang Schadewaldt an der Pädagogen-Konferenz der DZV teil, deren Anliegen die Neugestaltung der pädagogischen und philosophischen Fakultät und ihrer Lehrpläne war, und wurde zum Vorsitzenden der Kommission „Philosophie, Pädagogik und Psychologie“ der Berliner Universität gewählt. Als Ergebnis wurde die pädagogische Fakultät mit der Aufgabe der Lehrerausbildung als neue Fakultät an der Berliner Universität aufgenommen. Mit der DZV plante er eine Rektorenkonferenz für die Universitäten der sowjetischen Besatzungszone im Juli 1946, bei der es um Grundprinzipien für den „zukünftigen demokratischen Aufbau der Universitäten“ gehen sollte. Im Gegensatz zum Vertreter der DZV, Josef Naas, betonte Stroux die Bedeutung der Forschung als Mittelpunkt der Idee der Universität, wobei er sich auf Karl Jaspers bezog. Anders als Jaspers sah Stroux jedoch die besondere Bedeutung der praktischen Wissenschaften für die Universität. Aufgrund seines Gesundheitszustandes war Stroux ab August 1947 beurlaubt und wurde vom Prorektor Hermann Dersch vertreten, der nach seinem offiziellen Rücktritt am 9. Dezember 1947 sein Nachfolger als Rektor wurde. Die Umbenennung der Berliner Universität in „Humboldt-Universität“ fand schließlich auf Vorschlag des Prorektors Stroux, nach Antrag des Akademischen Senats an die DZV, im Februar 1949 statt.
Neben seiner Amtszeit von 1946 bis 1947 als erster gewählter Rektor der Humboldt-Universität nach ihrer Wiedereröffnung und als Prorektor von 1947 bis 1949 war er bis 1954 Inhaber des Lehrstuhls für klassische Philologie und wie bereits vor dem Krieg Direktor des altertumskundlichen Universitätsinstituts.

#### Präsident der Akademie der Wissenschaften
Im Juni 1945 wurde Johannes Stroux damit beauftragt, die Aufgaben des Präsidenten der Preußischen Akademie der Wissenschaften wahrzunehmen. Ein Jahr später wurde er erster Präsident ihrer Nachfolgeorganisation, der neu gegründeten Deutschen Akademie der Wissenschaften zu Berlin und späteren Akademie der Wissenschaften der DDR. Er übte das Amt bis 1951 aus und war anschließend bis 1954 Vizepräsident. Mit der Doppelfunktion als Rektor und als Akademiepräsident war Stroux 1946 in eine Spitzenposition der deutschen Wissenschaft gerückt und an die Spitze der politischen Wissenschaft der SBZ, da beide Einrichtungen die bedeutendsten in ihrer Art in ganz Deutschland waren.
Wiederaufbau der Akademie
Am 14. Juni 1945 legte Stroux dem Plenum der Akademie eine provisorische Fassung einer neuen Satzung vor. Dort hieß es:

„Die Akademie ist eine Gesellschaft von Gelehrten, die der Pflege und Mehrung der Wissenschaften dient, sie widmet sich in erster Linie der strengen Forschung, trägt bei zur Verbreitung der Wissenschaft in weiteren Kreisen und wirkt auf diese Weise mit an der Bewahrung und Fortentwicklung der Kultur.“

Ab Juni 1945 führte Stroux Verhandlungen über die Wiederzulassung der Akademie mit Oberst Berdeli von der SMAD, mit Generalmajor Kulebakin, dem Vertreter der sowjetischen Akademie der Wissenschaften sowie Vertretern der übrigen Besatzungsbehörden und des Berliner Magistrats. Erste Kontakte mit den russischen Militärbehörden waren bereits unmittelbar nach Ende der Kampfhandlungen vom Akademie-Direktor Helmuth Scheel hergestellt worden. Die Verhandlungen waren besonders kritisch für die Akademie, da auch eine vollständige Schließung möglich schien. Die Akademie begann umgehend mit der Wiederaufnahme ihrer durch die Kriegsereignisse unterbrochenen, damals größtenteils historisch-geisteswissenschaftlichen und grundlagenwissenschaftlich-naturwissenschaftlichen Arbeiten. Als am 27. Oktober 1945 die Alliierte Kommandantur den Etat der Akademie strich, schickte Stroux einen Brief an den obersten Chef der SMAD, Marschall Shukov, und bat um direkte Unterstellung unter die SMAD bis zur Bildung einer zentralen Regierung für Deutschland. Dieser Vorgang sicherte Stroux gleichzeitig für die gesamte Zeit seiner Präsidentschaft direkten Zugang zum obersten Befehlshaber bzw. dessen politischem Stellvertreter Semjonov, den er bei Problemen oder Wünschen für die Akademie nutzt. In seiner Antwort empfahl Shukow die Unterstellung unter die ostzonale DZV, die dementsprechend am 1. Juli 1946 per Befehl der SMAD als „Deutsche Akademie der Wissenschaften zu Berlin“ wieder zugelassen wurde. In seiner Eröffnungsrede sagte Stroux: „Es ist ein neues Leben, daß wir empfangen. […] Zu neuem Leben erwachen – das bedeutet: zu neuer Gewißheit des Daseins und zu neuer Freiheit des Denkens und Handelns auferstehen, nachdem der lastende Druck bedrohlicher Unsicherheit von uns genommen ist. Das Recht, das jeder großen geistigen Arbeit notwendig ist, für eine weitere Zukunft zu planen, ein langes Hoffen zu beginnen, ist uns wiedergegeben.[…] Aus diesem neuen Leben der Akademie aber wird alles ferngehalten und verbannt werden, was in der Periode, die wir für immer hinter uns lassen, an Irrlehren und Verderbnis der Wissenschaft, an Mißbrauch ihrer Erfindungen und an Mitschuld über uns gekommen ist. Unsere Arbeiten werden den Schaden, den die Menschheit erlitten hat, heilen helfen und dazu beitragen, der deutschen Wissenschaft das verlorene Vertrauen zurückzugewinnen. Wo in der Geschichte nach tiefem Sturz ein Wiederaufstieg, nach Kulturverfall eine Erneuerung einsetzt, wird in der Überlieferung die aufatmende Gewißheit der Menschen dieser Generationen vernehmbar, daß ein neues Leben, eine vita nova für sie begonnen habe […].“:19 Mit der Namensgebung DAW verbunden war das Ziel einer Zentralakademie, d. h. einer obersten wissenschaftlichen Einrichtung in Deutschland. Gleichzeitig wurde die Akademie nach sowjetischem Vorbild zur universellen Forschungsakademie ausgebaut, indem ihr auch die Verantwortung für die gesamte naturwissenschaftliche Forschung übertragen wurde. In diesem Zusammenhang wurden ihr diverse Institute, insbesondere die in der SBZ gelegenen Institute der Kaiser-Wilhelm-Gesellschaft, der späteren Max-Planck-Gesellschaft, angegliedert und neue gegründet. Stroux verhandelt mit der SMAD erfolgreich über Rückführung ausgelagerter Forschungsmittel, Bibliotheken und Archive, ein neues Hauptgebäude am Gendarmenmarkt, Gründung des Akademie-Verlages, Erweiterung der Druckkapazität, Beschaffung ausländischer wissenschaftlicher Literatur, Institutsgebäude, Besoldung, Kuraufenthalte, Lebensmittelzuweisungen, Dienstfahrzeuge und auch um die direkte Unterstellung der Akademie unter die seit 1948 geschaffene DWK, anstelle der DZV. Als es trotz der Kulturverordnung Semjonows von 1949, die den Ausbau der Akademie zum höchsten wissenschaftlichen Zentrum Deutschlands vorsah, zu einer Etatkürzung um ein Drittel kam, schickte Stroux 1950 einen letztlich erfolgreichen Protestbrief an Paul Wandel von der DZV und eine Kopie nach Karlshorst mit der Bitte um Unterstützung. Dementsprechend wuchs die Akademie erheblich: so hatte sie Ende 1949 nun 120 ordentliche Mitglieder, während es 1946 61 gewesen waren, insgesamt 612 Mitarbeiter, davon 311 Wissenschaftler, sowie 20 Institute, sieben Forschungs- und Arbeitsstellen und einen Etat von etwa zwölf Millionen Mark, was einer Steigerung um das 14fache gegenüber 1946 entsprach.
Fest der Wissenschaft

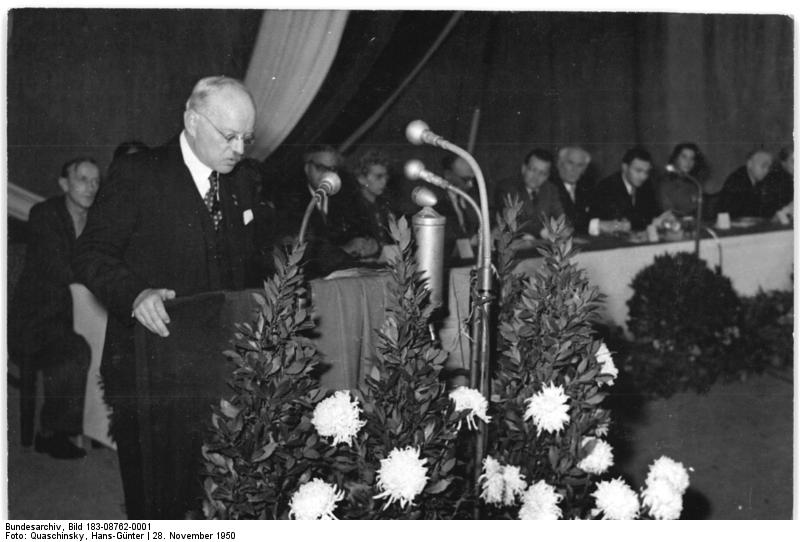
Johannes Stroux (1950), Ansprache auf einer Festveranstaltung anlässlich der Ratifizierung der Verträge zur Oder-Neiße-Grenze zwischen der DDR und Polen. Veranstalter: Deutsch-Polnische Gesellschaft und Nationale Front.

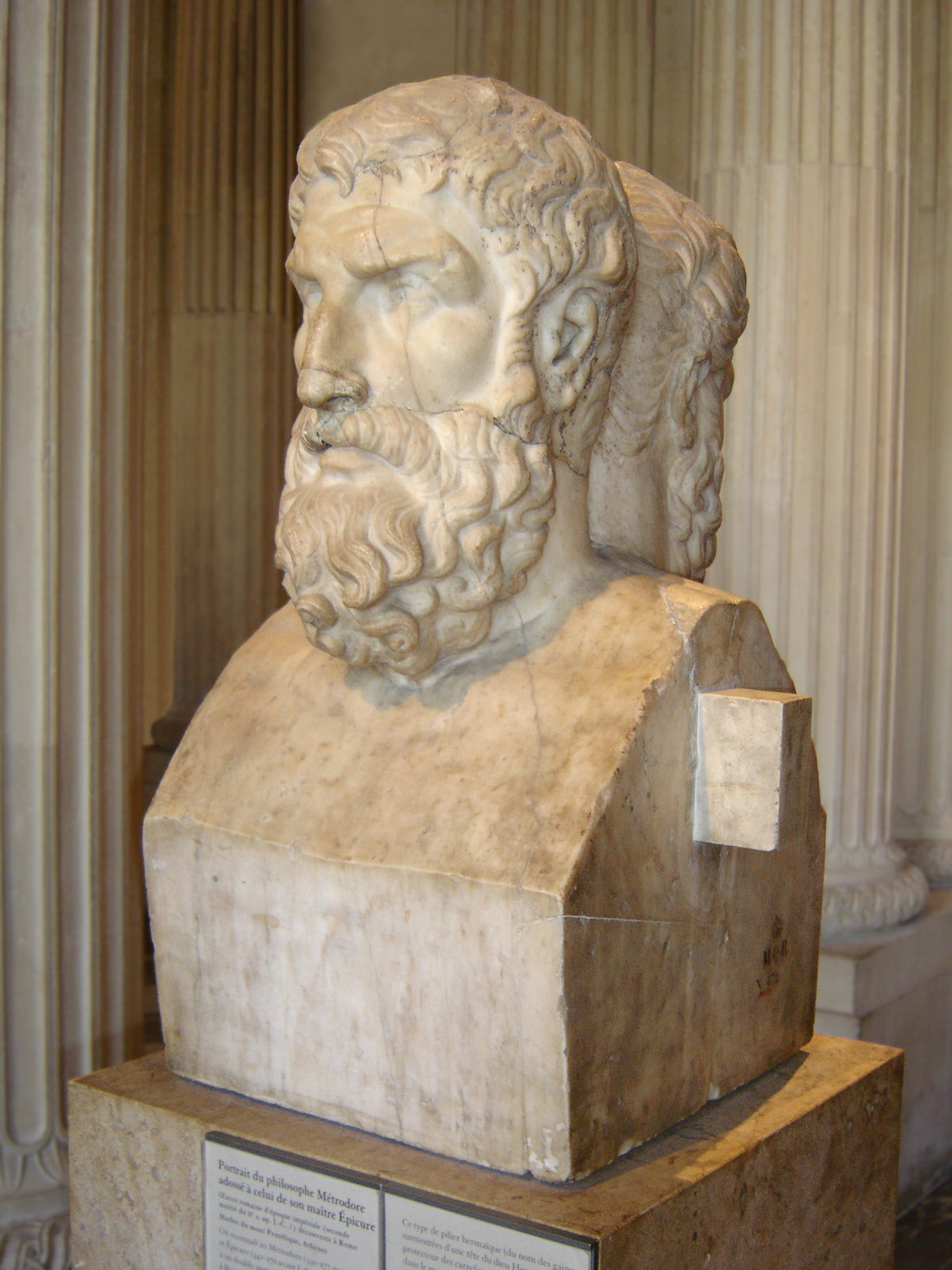
Epikur (341 v. Chr.–271 v. Chr.). Das von Stroux geleitete Akademie-Institut für Hellenistisch-Römische Philosophie sollte vor allem Quellen zur Philosophie Epikurs erforschen und publizieren.

Das für 1950 als gesamtdeutsches „Fest der Wissenschaft“ geplante 250-jährige Akademie-Jubiläum wurde von vielen im Westen lebenden eingeladenen Wissenschaftlern wegen der zunehmenden Spannungen zwischen den entstehenden deutschen Staaten nicht besucht. Westdeutsche Institutionen, wie die Schwesterakademien, Universitäten und die Max-Planck-Gesellschaft boykottierten das Jubiläum, da sie nicht „zu Statisten für eine östliche Propaganda werden“ wollten und weil die Bundesregierung, insbesondere der Bundesminister für gesamtdeutsche Angelegenheiten Jakob Kaiser, sie schriftlich dazu aufgefordert hatte. Es kam sogar zu einer Austrittswelle aus der Akademie. Diese wurde durch ein nicht mit der Akademie abgesprochenes und sich der im sowjetischen Einflussbereich üblichen Rhetorik bedienenden Glückwunschtelegramm des Akademie-Präsidenten Stroux zum 70. Geburtstag Stalins noch verstärkt. So erklärte unter anderem das Akademie-Mitglied Friedrich Meinecke, prominenter Historiker und erster Rektor der Freien Universität Berlin, öffentlichkeitswirksam kurz vor dem Jubiläum seinen Austritt aus der Akademie. Kritik wurde insbesondere auf der Gründungsveranstaltung des Kongresses für kulturelle Freiheit durch Hans Nachtsheim geäußert und im Tagesspiegel publiziert. Dieser Kongress war eine Organisation ähnlich dem ostdeutschen Kulturbund, aber international aufgebaut, von der amerikanischen Regierung unterstützt und vereinigte sowjet-kritische Wissenschaftler und Intellektuelle. An der Akademie kritisiert wurde insbesondere die zunehmende Kontrolle der Vorgänge durch die SMAD und durch die SED, die sich vor allem bei der Zuwahl neuer Akademie-Mitglieder zeigte. Intern wurde diese Kontrolle durch den Akademiedirektor Josef Naas von der DZV, später Professor für Mathematik, realisiert, zu dem Stroux ein spannungsreiches Verhältnis hatte. Im Präsidium der Akademie wegen des unautorisierten Telegramms angesprochen, bot Stroux den sofortigen Rücktritt an, der jedoch mit Hinweis auf die anstehenden Neuwahlen in der Akademie nicht angenommen wurde. Da Stroux zu diesem Zeitpunkt bereits schwer erkrankt war, wurde die Wahl eines neuen Akademiepräsidenten erforderlich, während Stroux Vizepräsident wurde. In der Folgezeit gab die Akademie den gesamtdeutschen Anspruch, d. h. den Anspruch für die gesamte deutsche Wissenschaft zu sprechen und die Einheit der deutschen Wissenschaft zu wahren, auf und wurde zur zentralen und höchsten wissenschaftlichen Körperschaft der DDR, mit dem Ziel, die Wissenschaft für die Wirtschaft nutzbar zu machen und das Ansehen der DDR im In- und Ausland zu mehren. Jedoch noch 1968 lebten 15 % der ordentlichen Mitglieder der Akademie in Westdeutschland oder West-Berlin, zeitweise gehörten nahezu alle Präsidenten der bundesdeutschen Wissenschaftsakademien und der Max-Planck-Gesellschaft als stimmberechtigte Mitglieder der Akademie an, auch in Führungsgremien der Forschungsinstitute befanden sich westdeutsche Wissenschaftler. Erst 1968 wurden sie durch eine Satzungsänderung ausgegrenzt.
Institut für Hellenistisch-römische Philosophie
Außer als Akademiepräsident fungierte Johannes Stroux von 1946 bis 1954 auch als Direktor des von ihm initiierten Akademie-Instituts für Hellenistisch-römische Philosophie. Das Institut plante eine kritische Textausgabe der gesamten antiken Überlieferung der Schule Ekipurs sowie Arbeiten auf dem Gebiet der Stoa, der mittleren Platonischen Akademie, des jüngeren Aristotelischen Peripatos und der Skepsis. Leiter der Arbeiten wurde Berthold Häsler, seine weiteren Mitarbeiter waren u. a. Otto Luschnat, Emilie Boer, Jürgen Mau, Günther Freymuth und Ilse d’Orville von Loewenclau. Eine eigene kleine Veröffentlichungsreihe, größtenteils über Epikur, wurde herausgegeben, teilweise wurde auch im seit 1954 wieder erscheinenden Philologus publiziert. Von 1955 bis 1961 wurde das Institut als Arbeitsgruppe im Akademie-Institut für Griechisch-Römische Altertumskunde weitergeführt.

### Privat- und Familienleben

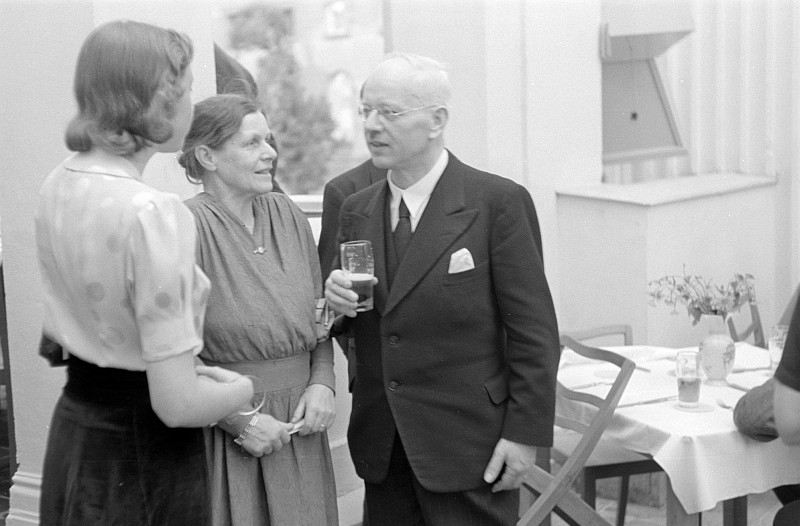
Johannes Stroux (1947) mit Ehefrau (Mitte) auf einem Empfang

Johannes Stroux wurde 1886 in Hagenau als achtes von neun Kindern des Ehepaars Heinrich Stroux und Franziska Faber geboren. Heinrich Stroux war ein Gymnasialprofessor für Mathematik, Physik und Biologie, der mit seiner Familie nach 1871 von Essen nach Hagenau gezogen war, um am dortigen Gymnasium zu unterrichten, wo auch Johannes Stroux und seine Brüder ihre Schulausbildung erhielten. Johannes Stroux verlor seinen Vater bereits 1899, im Alter von 13 Jahren. Erste Erfahrungen mit Forschung an Originaldokumenten sammelte er schon als Schüler im Archiv seiner Heimatstadt Hagenau. Nach Studium und ersten Professuren heiratete er 1922 in Basel Paula Speiser, die aus einer bekannten Basler Familie stammte und sich nach einer Ausbildung in sozialer Arbeit in der Londoner Settlement-Bewegung und in Basel engagierte, aber auch eine erfolgreiche Geigenspielerin war. Bei seiner Hochzeit wechselt Stroux vom katholischen zum evangelischen Glauben seiner Frau. Johannes Stroux wurde Vater von sieben Kindern. In München fand das Ehepaar einen weiten Freundeskreis. Johannes Stroux wurde in Basel, München und Berlin Mitglied in mehreren Vortragsgruppen, wie dem Münchner Kyklos, dem Berliner Professorenkränzchen und der Berliner Mittwochsgesellschaft, in denen man sich in kleinem Kreise traf, Vorträge hielt und Geselligkeit pflegte. Durch seine erfolgreichen wissenschaftlichen Publikationen und seine Professuren war er seit den 1920er Jahren bei den Alt-Philologen Deutschlands bekannt und arbeitete mit vielen zusammen. Insbesondere mit Werner Jaeger bestand lange ein intensiver freundschaftlicher Briefwechsel. In Berlin gab es häufige Treffen mit dem Ehepaar Schadewaldt, nach dem Krieg mit dem Ehepaar Friedrich Zucker. Am 10. März 1944 überlebte er zusammen mit seiner Familie in ihrem Wohnhaus in Berlin-Lichterfelde nur knapp einen schweren nächtlichen Bombenangriff auf Berlin. Seinen ältesten Sohn, der als Soldat einer Fernmeldeeinheit im Samland im Einsatz war, verlor er Anfang 1945 durch den Krieg. Johannes Stroux selbst wurde kurz vor Kriegsende im Alter von fast 60 Jahren zum Volkssturm eingezogen, erlebte jedoch keinen Kampfeinsatz. Er behielt seinen Wohnsitz bis Anfang 1951 in West-Berlin und zog erst dann in den Ortsteil Niederschönhausen in Ost-Berlin. Die meisten seiner Kinder verließen bis 1954 die DDR. Nach dem Tod seiner Frau 1954 beantragte Stroux seine Emeritierung von der Humboldt-Universität, an der er bis zuletzt gelehrt und geprüft hatte, um sich ganz der Arbeit in der Akademie widmen zu können. Die Bestätigung des Antrags erreichte ihn jedoch nicht mehr. Johannes Stroux starb 1954 in Berlin nach längerer schwerer Krankheit.

## Wirken

### In der Wissenschaft
Empirische Forschung

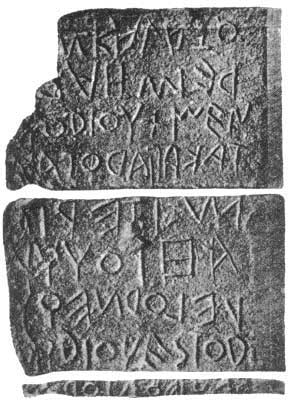
Lapis Niger: Älteste erhaltene römische Inschrift, entdeckt 1899. Stroux unternahm 1931 in seinem Artikel Die Foruminschrift beim Lapis niger den ersten erfolgreichen Versuch einer Ergänzung und Übersetzung. Er interpretierte die Erwähnung des „Rex“ (König) als Erwähnung eines „Rex sacrorum“ (Opferkönig) und verlegte die Datierung damit auf die Zeit der Republik.

Die Forschungsgebiete, die Johannes Stroux besonders anzogen, waren seinen eigenen Angaben zufolge „die philologische Textkritik, die Sprach- und Stilgeschichte und die zu den antiken Rednern und der Rhetorik gehörenden Teile der antiken Rechtsgeschichte“. Besonderer Schwerpunkt seiner Forschung war die römische Rechtsgeschichte. Einzelne Arbeiten beschäftigen sich mit der Rechtspolitik der Kaiser Augustus, Claudius und Caracalla. Des Weiteren veröffentlichte er Beiträge zur Papyrologie, der Epigraphik speziell lateinischer Inschriften und der römischen Literaturgeschichte. Er veröffentlichte fast ausschließlich in deutscher Sprache, z. T. auch in Latein, und überwiegend in den Publikationsreihen der Bayerischen, der Preußischen bzw. der Deutschen Akademie der Wissenschaften sowie im Philologus. Die Reviews seiner Arbeiten in französischen, italienischen, englischen und deutschen Fachzeitschriften und seine Mitgliedschaft in verschiedenen europäischen Akademien und wissenschaftlichen Organisationen zeigen ihn als Wissenschaftler mit Wirkung im europäischen Raum. Der Schwerpunkt seiner wissenschaftlichen Publikationstätigkeit liegt in den Jahren zwischen 1920 und 1940. Ab diesem Zeitpunkt treten andere Aktivitäten in den Vordergrund, die zur Veröffentlichung von wissenschaftspolitischen Reden und Interviews führen. Es existiert außerdem eine Anzahl unveröffentlichter Arbeiten. Der Basler Philologe Peter von der Mühll fand folgende Bewertung für die wissenschaftliche Arbeit von Stroux: „Stroux gehörte zweifellos und anerkanntermaßen zu den führenden Latinisten seiner Generation, und er war ein hervorragender Hochschullehrer.“
Wissenschaftsorganisator
Neben seiner Forschungsarbeit wirkte Johannes Stroux auf vielfältige Weise als Wissenschaftsorganisator. Sowohl vor als auch nach dem Zweiten Weltkrieg leitete er mehrere Kommissionen und Wissenschaftsunternehmen zunächst der Bayerischen Akademie der Wissenschaften, dann der Preußischen Akademie beziehungsweise der Deutschen Akademie der Wissenschaften sowie anderer Akademien. So war er von 1934 bis 1949 Vorsitzender der Internationalen Herausgeberkommission der Union Académique Internationale für den Thesaurus Linguae Latinae, das vollständigste Wörterbuch der lateinischen Sprache, 1937–1945 Vorsitzender der Thesaurus-Kommission im Verband der deutschen Akademien der Wissenschaften und gleichzeitig 1946–1954 der Vertreter der DAW bei dem Thesaurus. Ebenso war er von 1938 bis 1945 und von 1950 bis 1954 Leiter des Akademie-Unternehmens Corpus Inscriptionum Latinarum, einer Sammlung aller Inschriften des römischen Reiches, von 1938 bis 1945 Leiter der Prosopographia Imperii Romani, einer Darstellung der Führungsschichten des Imperiums von Augustus bis Diokletian, von 1950 bis 1954 Vorsitzender des Projekts Corpus Inscriptionum Etruscarum, deren Arbeit jedoch ruhte, und des Unternehmens Rhetores Graeci sowie von 1952 bis 1954 als Nachfolger Wolfgang Schadewaldts Vorsitzender des Corpus Medicorum Graecorum/Latinorum und des Polybios-Lexikons. Von 1946 bis 1950 war er Mitglied des Akademie-Unternehmens Goethe-Wörterbuch, unter dem Vorsitz von Wolfgang Schadewaldt, welches eine umfassende lexikalische Erschließung des Wortschatzes Goethes anstrebte. Von 1946 bis 1954 hatte Stroux den Vorsitz der Leibniz-Kommission der Akademie inne sowie den Vorsitz der Kommission für spätanktike Religionsgeschichte, deren Ziel die umfassende Ausgabe des griechischen und lateinischen Kirchenschrifttums der ersten drei nachchristlichen Jahrhunderte war. Ebenso war er von 1946 bis 1950 Leiter des Unternehmens Deutsche Litteraturzeitung, welche kritische Besprechungen von Arbeiten auf geisteswissenschaftlichem Gebiet veröffentlichen sollte. Von 1952 bis 1953 war er Mitherausgeber der Akademie-Zeitschrift Wissenschaftliche Annalen, deren Aufgabe die Verbreitung neuer Forschungsergebnisse war und Mitglied der Kommission zur Popularisierung der Wissenschaften. Insbesondere war er von 1946 bis 1954 Direktor des Akademie-Instituts für Griechisch-Römische Altertumskunde bzw. ab 1952 der Sektion für Altertumswissenschaften. Darüber hinaus war er Mitbegründer des von der Bayerischen Akademie der Wissenschaften herausgegebenen Mittellateinischen Wörterbuchs bis zum ausgehenden 13. Jahrhundert.
Wissenschaftliche Reisen
Reisen zu wissenschaftlichen Vorträgen und wissenschaftsorganisatorischen Zwecken führten ihn 1937 nach Basel, 1939 nach London zur Konferenz der Union Académique Internationale mit Heinrich Srbik, 1941 nach Lund in Schweden, 1942 nach Barcelona und Madrid zum Instituto Antonio de Nebrija, 1943 nach Rom und Bologna, 1948 nach Basel und erneut nach Schweden. 1949 besuchte Stroux zusammen mit dem Bergmann und Nationalpreisträger Adolf Hennecke in einer Reisegruppe zuerst Leningrad, dann Moskau, wo er Wawilow traf, den Präsidenten der Sowjetischen Akademie der Wissenschaften, und danach Tiflis in Georgien. Eine für 1952 geplante Reise mit seiner Frau zum zweiten Internationalen Epigraphiker-Kongress konnte er nicht mehr durchführen.

### In der Politik
Johannes Stroux wurde im Februar 1946 zu einem der Vizepräsidenten des Kulturbundes zur demokratischen Erneuerung Deutschlands gewählt. Er blieb in dieser Funktion bis Anfang 1954, zeitweise zusammen mit Anna Seghers und Arnold Zweig, unter der Präsidentschaft Johannes R. Bechers. Im Kulturbund übernahm er 1946–1948 den Vorsitz der Zentralen Kommission Wissenschaft. Als Abgeordneter des Kulturbundes und zeitweise auch als Einzelpersönlichkeit war er bis zu seinem Tode Mitglied der Volkskammer. Er nahm von 1947 bis 1949 zusammen mit Becher für den Kulturbund an der Volkskongressbewegung teil, 1947 wurde er in das Präsidium des ersten Deutschen Volkskongresses gewählt. An der Gründung der DDR durch Konstituierung der provisorischen Volkskammer aus dem Deutschen Volksrat am 7. Oktober 1949 war er als Präsidiumsmitglied in einer Reihe mit Otto Grotewohl, Wilhelm Pieck und Walter Ulbricht beteiligt. Von 1950 bis 1954 war er Mitglied des Nationalrates der Nationalen Front.
In der dritten Sitzung der Volkskammer am 12. Oktober 1949 hielt Johannes Stroux eine Rede, in der er im Namen des Kulturbundes die Loyalität aller Kulturschaffenden mit der neuen Regierung erklärte, der Sowjetunion für die „Rettung deutscher Kulturgüter [und für die] Ermöglichung der weiteren Arbeit der Bildungsstätten und der wissenschaftlichen Institute“ dankte, sich gegen die „im Westen betriebene Zerreißung der deutschen Einheit“ wandte und dringend um die Schaffung neuer Unterkünfte für wissenschaftliche Institute bat.
Am 29. Januar 1951 hielt Stroux im Anschluss an eine Regierungserklärung Otto Grotewohls eine zweite Rede, in der er sich gegen die Remilitarisierungsbestrebungen von Konrad Adenauer sowie für die „Wiedervereinigung unseres Vaterlandes auf friedlicher und demokratischer Grundlage“ aussprach und vor einer Kriegsgefahr warnte. Anschließend richtete er im Namen aller Fraktionen einen Vorschlag an den Deutschen Bundestag zur Bildung eines „paritätisch besetzten Ausschusses zur Vorbereitung gesamtdeutscher Wahlen“, der von der Regierung Konrad Adenauers jedoch abgelehnt wurde.
Johannes Stroux nahm außerdem 1950 als Mitglied der deutschen Delegation am Weltfriedenskongress in Warschau teil. Er wurde Mitglied des Zentralvorstandes der Gesellschaft für Deutsch-Sowjetische Freundschaft und 1949 einer der Vizepräsidenten dieser Gesellschaft sowie Präsident der Gesellschaft für Frieden und gute Nachbarschaft mit der Volksrepublik Polen. Stroux gehörte 1949 zum wissenschaftlichen Beirat der Jury zur Verleihung des Nationalpreises. Im Namen der Akademie, als Hüterin Deutscher Kultur, richtete Stroux im Jahr 1950 ein Memorandum an Grotewohl und Ulbricht, in dem er sich gegen die geplante endgültige Zerstörung des Berliner Stadtschlosses aussprach. Die Urheber des Aufstandes vom 17. Juni 1953 verurteilte Stroux.

## Mitgliedschaften und Auszeichnungen

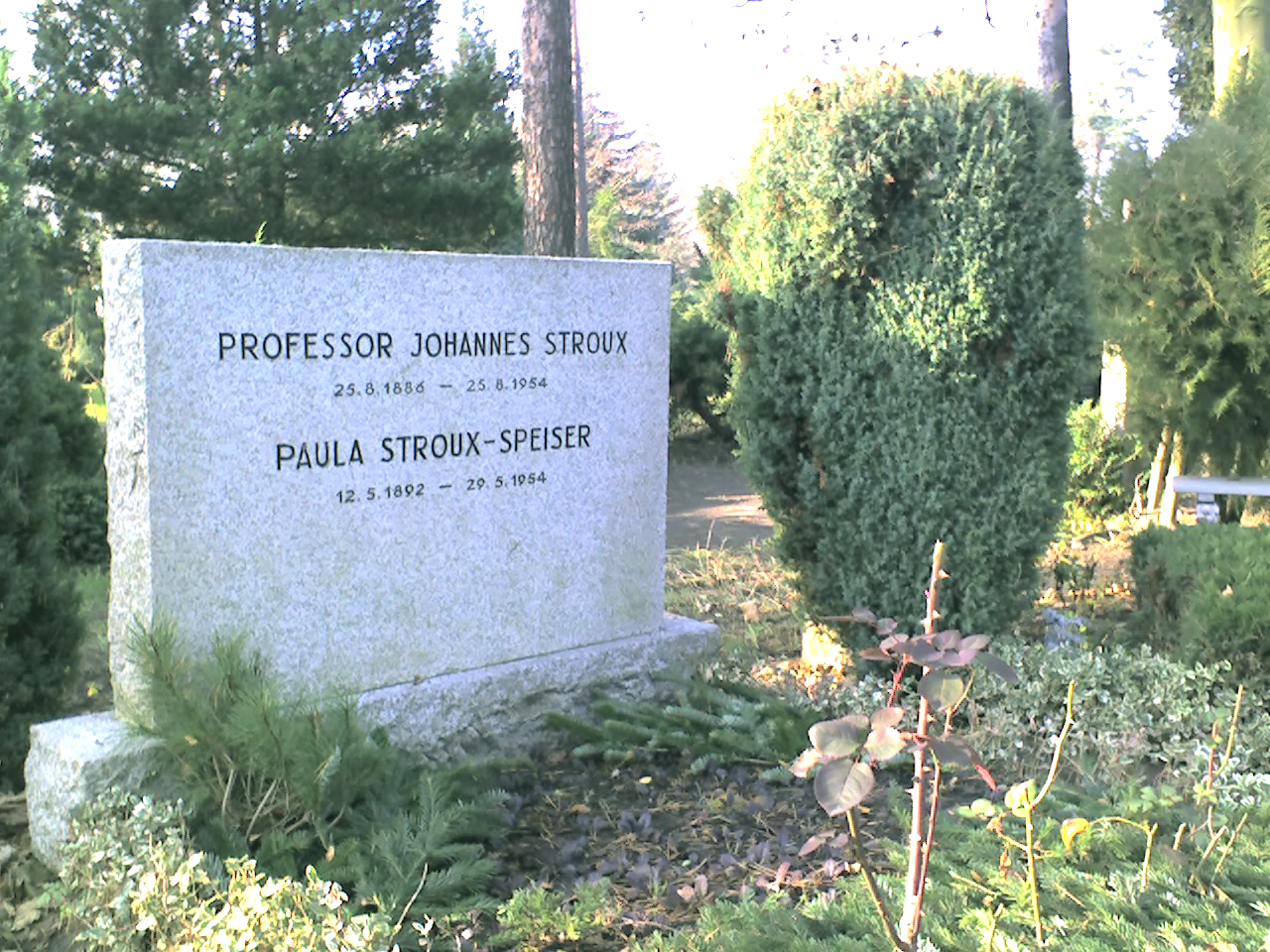
Ehrengrab für Johannes Stroux auf dem Berliner Friedhof Pankow III (Grablage: 39-I R.6-14/15)

Johannes Stroux war ab 1929 ordentliches und nach seinem Wechsel nach Berlin ab 1936 korrespondierendes Mitglied der Bayerischen Akademie der Wissenschaften. 1930 wurde er korrespondierendes Mitglied des Deutschen Archäologischen Instituts, der Academia dei Lincei in Rom und der Kunglika Humanistiska Vetenskapssamfundet in Lund. Ab 1937 war er ordentliches Mitglied der Preußischen Akademie der Wissenschaften beziehungsweise nach dem Zweiten Weltkrieg der Deutschen Akademie der Wissenschaften zu Berlin. Ebenso 1937 wurde er ordentliches Mitglied der Straßburger Wissenschaftlichen Gesellschaft. 1943 wurde Stroux zum auswärtigen Mitglied der Accademia Letteraria Italiana Arcadia und der Königlichen Gesellschaft der Geisteswissenschaften Lund sowie 1954 zum ordentlichen Mitglied der Polnischen Akademie der Wissenschaften ernannt. Die Universität Leipzig verlieh ihm 1946 einen Ehrendoktortitel für Rechtswissenschaft.
1919 wurde ihm der Rotkreuz-Orden zweiter Klasse verliehen. In der DDR erhielt Johannes Stroux mehrere hochrangige staatliche und wissenschaftliche Auszeichnungen, darunter 1950 den Nationalpreis der DDR erster Klasse und 1954 den Vaterländischen Verdienstorden in Gold. Die Volksrepublik Polen ehrte ihn mit dem zweithöchsten Orden Polens, dem Orden Polonia Restituta, in der Klasse Kommandeurskreuz mit Stern.
Auf der Gedächtnissitzung der Akademie am 16. September 1954 anlässlich seines Ablebens sprachen in Anwesenheit von Ministerpräsident Otto Grotewohl Akademiepräsident Walter Friedrich für die Akademie, Minister Johannes R. Becher für die Regierung, Erich Correns für den Nationalrat, Theodor Brugsch für den Kulturbund sowie Bogdan Suchodolski für die Polnische Akademie der Wissenschaften. Friedrich Zucker hielt die akademische Gedächtnisrede. Die Akademie der Wissenschaften der DDR stiftete 1980 zum Gedenken an ihn die Johannes-Stroux-Medaille, die von 1981 bis 1990 an Mitglieder der Akademie und an Mitarbeiter der Akademie-Institute verliehen wurde. Zum 100. Geburtstag von Johannes Stroux veranstalteten der Kulturbund und die Akademie der Wissenschaften Kolloquien über sein Wirken und veröffentlichten die Vorträge in Buchform.
Sein Grab auf dem Friedhof Pankow III ist als Ehrengrab der Stadt Berlin gewidmet.

## Bildliche Darstellungen Stroux’

### Darstellung in der bildenden Kunst
- Bert Heller: Bildnis des Vizepräsidenten der Akademie der Stroux (1953, Öl, 100 × 70 cm)[107]
- Heinz Wagner: Bildnis des Rektors Johannes Stroux (Rektor der Berliner Universität von 1946–1947). (1980, Öl, 186 × 94 cm). Rektorengalerie im 1. Stock der Humboldt-Universität Berlin.[108]

### Weitere fotografische Darstellungen
- Fritz Eschen: Johannes Stroux (um 1946; aus einer Porträtserie)[109]
- Abraham Pisarek: Porträtaufnahme des Historikers Johannes Stroux

## Schriften (Auswahl)
- De Theophrasti Virtutibus Dicendi. Dissertationsschrift. Teubner, Leipzig 1912 (archive.org).
- Handschriftliche Studien zu Cicero De oratore. Die Rekonstruktion der Handschrift von Lodi. Teubner, Leipzig 1921.
- Summum ius summa iniuria: Ein Kapitel aus der Geschichte der interpretatio iuris. Teubner, Leipzig 1926.
- Nietzsches Professur in Basel. Frommannsche Buchhandlung, Jena 1925.
- Eine Gerichtsreform des Kaisers Claudius. Bayerische Akademie der Wissenschaften, München 1929.
- Die Foruminschrift beim Lapis niger In: Philologus Bd. 86 (1931), S. 460.
- Römische Rechtswissenschaft und Rhetorik. Verlag Eduard Stichnote, Potsdam 1949.
- Das historische Fragment des Papyrus 40 der Mailänder Sammlung, In: Sitz.-Ber. d. Dt. Akad. d. Wiss. zu Berlin, Klasse f. Sprachen, Literatur und Kunst, Jahrg. 1952, Nr. 2, Berlin 1953, Nr. 2, 24 S.
- Vom Wesen der Kultur. Auszüge aus einer Ansprache zur Eröffnung der Berliner Universität. In: Aufbau: Kulturpolitische Monatsschrift. Jahrgang 1. Herausgegeben vom Kulturbund zur Demokratischen Erneuerung Deutschlands. Aufbau Verlag, Berlin 1946, S. 111–116.
- Ansprache des Präsidenten Johannes Stroux bei der Eröffnungsfeier der Akademie am 1. August 1946. In: Deutsche Akademie der Wissenschaften zu Berlin (Hrsg.) Deutsche Akademie der Wissenschaften zu Berlin 1946–1956. Akademie-Verlag, Berlin 1956, S. 25–29.

## Ausstellung
- Ein Rektor aus Lichterfelde. Johannes Stroux und der Wiederaufbau des Berliner Wissenschaftsbetriebs nach 1945 Ausstellung vom 7. Februar 2017 bis 8. Juli 2018 im Steglitz-Museum Berlin, Drakestr. 64A, 12205 Berlin.